# Ancistrocercus peruanus
Ancistrocercus peruanus är en insektsart som beskrevs av Max Beier 1962. Ancistrocercus peruanus ingår i släktet Ancistrocercus och familjen vårtbitare. Inga underarter finns listade i Catalogue of Life.